# Claude Nuridsany
 (octobre 2008).
Si vous disposez d'ouvrages ou d'articles de référence ou si vous connaissez des sites web de qualité traitant du thème abordé ici, merci de compléter l'article en donnant les références utiles à sa vérifiabilité et en les liant à la section « Notes et références ».
Claude Nuridsany (né en 1946 à Paris) est un réalisateur, documentariste et photographe français.

## Biographie
Claude Nuridsany fait des études de biologie (3e cycle à l'université Pierre-et-Marie-Curie), puis travaille comme photographe, journaliste et écrivain. Depuis 1992, il consacre tout son temps au cinéma.

## Filmographie en collaboration avecMarie Pérennou
- 1996 : Microcosmos : Le Peuple de l'herbe
- 2004 : Genesis
- 2011 : La Clé des champs

## Distinctions
- 1976 : lauréat du prix Niépce avec Marie Pérennou et Eddie Kuligowski
- 1992 : Prix Spécial de la Fondation Gan pour le Cinéma pour Microcosmos
- 1996 : au Festival de Cannes, il remporte le grand prix pour Microcosmos
- 1997 : au César du cinéma, il remporte le César de la meilleure photographie pour Microcosmos
- 1997 : au César du cinéma, il est nommé au César de la meilleure première œuvre pour Microcosmos

## Publications
- Photographier la nature, avec Marie Pérennou, éditions Hachette, 1975 •  (ISBN 978-2010010095)
- Voir l'invisible, éditions Hachette, 1978 •  (ISBN 2-01-004024-4)
- Insecte, avec Marie Pérennou, éditions La Noria, 1980
- La Planète des insectes, avec Marie Pérennou, éditions Arthaud, 1983
- Éloge de l'herbe, avec Marie Pérennou, éditions Adam Biro, 1988
- Masques et simulacres, avec Marie Pérennou, éditions du May, 1990
- Microcosmos, avec Marie Pérennou, éditions de La Martinière, 1996
- La Métamorphose des fleurs, avec Marie Pérennou, éditions de la Martinière, 1997
- Le Pays de l'herbe, avec Marie Pérennou, éditions de la Martinière, 1999
- Genesis, avec Marie Pérennou, éditions de la Martinière, 2004
- Les grands bois. Roman. L'Harmattan, 2019

## Collections
- Château d'eau de Toulouse